# Neoisoglossa repensa
Neoisoglossa repensa är en skalbaggsart som först beskrevs av Thomas Casey 1910.  Neoisoglossa repensa ingår i släktet Neoisoglossa och familjen kortvingar. Inga underarter finns listade i Catalogue of Life.